# Scaphyglottis chlorantha
Scaphyglottis chlorantha  é uma espécie de orquídea epífita, cujos novos pseudobulbos geralmente brotam tanto da base como do topo dos pseudobulbos mais antigos. É originária do Panamá.